# Джефферсон, Андраде
Дже́фферсон Андра́де Сике́йра (порт. Jefferson Andrade Siqueira; 6 января 1988, Гуарульюс) — бразильский футболист, нападающий клуба «Витербезе».

## Биография
Джефферсон начал карьеру в клубе «Парана» в 2005 году, однако, за три сезона сыграл лишь 17 игр, в которых забил два гола. 7 июля 2008 года он перешёл в итальянский клуб «Фиорентина». 12 февраля 2009 года, выступая за молодёжный состав команды, получил двойной перелом нижней челюсти. 10 августа 2009 года Джефферсон был взят в аренду клубом «Фрозиноне».
Позднее, 8 января 2010 года, вернувшись из «Фрозиноне», Джефферсон был отдан в аренду в «Кассино». 1 июля 2010 года Джефферсон перешёл в клуб «Эйпен».